# 니수아즈 샐러드

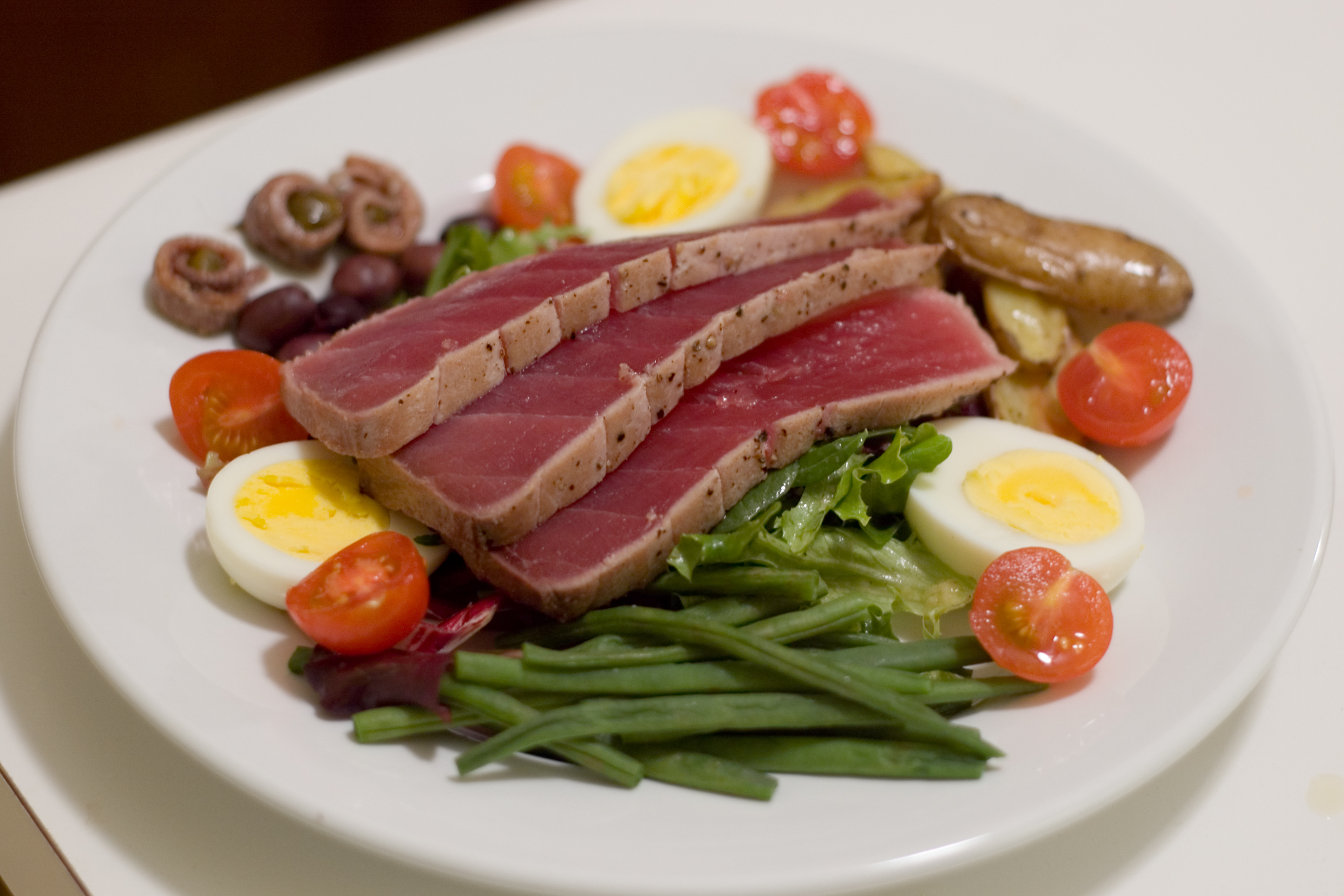
니스와스 샐러드

니수아즈 샐러드(salade niçoise)는 삶은 달걀, 참치, 검은 올리브, 토마토, 오이, 감자, 삶은 강낭콩, 안초비 등으로 만드는 프랑스의 대표적인 샐러드이자 프랑스 요리이다.

## 같이 보기
- 에스카르고